# KennyHoopla

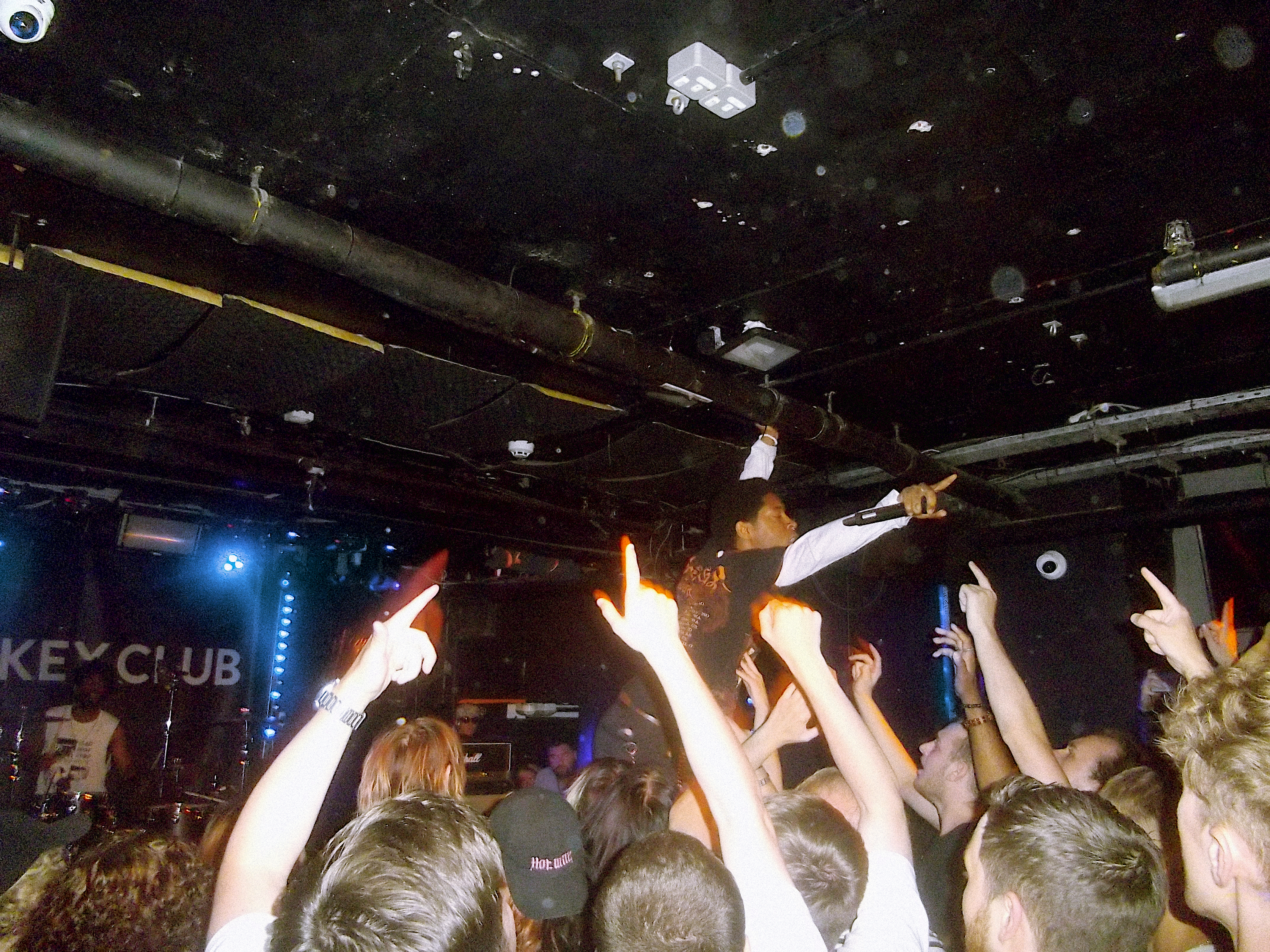
KennyHoopla live 2022

KennyHoopla (* 5. August 1997 in Cleveland; bürgerlich: Kenneth La'ron) ist ein US-amerikanischer Sänger, Songwriter und Rapper.

## Werdegang
Im Alter von zehn Jahren machte KennyHoopla seine ersten musikalischen Gehversuche und nahm mit einem Kassettenrekorder, den er von seiner Mutter geschenkt bekommen hat, eigene Freestyle-Raps auf, die er später als „fürchterlich“ beschrieb. 2016 begann der mittlerweils in Wisconsin lebende Hoopla damit, seine eigenen Titel auf der Plattform SoundCloud hochzuladen. Das Wort Hoopla in seinem Künstlernamen bezieht sich auf die Zeichentrickserie SpongeBob Schwammkopf. Am 5. Oktober 2016 veröffentlichte KennyHoopla in Eigenregie die erste EP Beneath the Willow Tree. Es folgten einige Singles, darunter eine Zusammenarbeit mit Grandson. KennyHoopla wurde daraufhin von Mogul Vision Music, einem Sublabel von Arista Records, unter Vertrag genommen und veröffentlichte am 15. Mai 2020 die zweite EP How Will I Rest in Peace If I’m Buried by a Highway?. 
Im November 2020 folgte die Single Estella, bei der er mit dem Blink-182-Schlagzeuger Travis Barker zusammenarbeitete. Ein Jahr später trat er bei dem Lied Blood als Gastsänger bei nothing, nowhere. auf. Am 11. Juni 2021 veröffentlichte KennyHoopla das Mixtape Survivors Guilt: The Mixtape. Bei der ersten Single Hollywood Sucks ist Travis Barker erneut als Gast zu hören. Barker produzierte auch das Mixtape. KennyHoopla wurde bei den Heavy Music Awards 2022 und den Kerrang! Awards in der Kategorie Best International Breakthrough Artist bzw. Best International Breakthrough nominiert. Für den Herbst 2022 wurde die Tournee Monster Energy Outbreak angekündigt, bei der KennyHoopla als Headliner von nothing, nowhere. und GroupThink begleitet wird.

## Stil
Timothy Monger von Allmusic schrieb, dass KennyHooplas Musik Aspekte von New Wave, Post-Punk und Rhythm and Blues enthält. Seine frühen Werke konnten nur lose dem Rap zugeordnet werden, während sich seine Musik mit der Zeit eher dem Indie-Rock und dem Alternative R&B zuwendete. KennyHoopla bezeichnet seine Musik selbst als New Wave Nostalgia. Zu seinen Einflüssen zählen Bands wie Funeral Suits, Passion Pit und The Drums, aber auch Rapper wie Ludacris und Nelly. Rückblickend war es für ihn komisch, dass er als Afroamerikaner, der von schwarzer Kultur umgeben ist, Indie-Rock mochte.
Jack Angell von Alternative Press beschrieb die Musik von KennyHoopla als „erfrischende Mischung aus Klängen und Stilen“. Er mische Alternative Rock mit „scheinbar nicht im Zusammenhang stehenden Genres“ wie Ambient Trap und Drum and Bass. Aleksandra Brzezicka vom Upset Magazine beschrieb KennyHooplas Musik als Mischung aus Bloc Party, New Order und Tyler, the Creator.

## Diskografie

### EPs
- 2016: Beneath the Willow Tree (Eigenverlag)
- 2020: How Will I Rest in Peace if I'm Buried by a Highway? (Mogul Vision Music / Arista Records)
- 2023: Blink and You’ll Miss It (mit Travis Barker; Mogul Vision Music / Arista Records)

### Mixtape
- 2021: Survivors Guilt: The Mixtape (mit Travis Barker; Mogul Vision Music / Arista Records)

### Singles
- 2017: Waves
- 2018: Sickness
- 2019: Lost Cause (feat. Grandson)
- 2019: Sore Loser
- 2020: How Will I Rest in Peace if I'm Buried by a Highway?
- 2020: The World Is Flat and This Is the Edge
- 2020: Plastic Door
- 2020: Estella (feat. Travis Barker)
- 2021: Hollywood Sucks (feat. Travis Barker)
- 2022: Dirty White Vans
- 2023: You Needed a Hit
- 2023: Sabotage (feat. Travis Barker)

### Gastbeiträge
- 2021: Blood (nothing, nowhere. feat. KennyHoopla)
- 2023: Keep It Rolling (Bloc Party feat. KennyHoopla)
- 2023: Hello (Grouplove feat. KennyHoopla)

## Musikpreise
| Jahr | Kategorie                              | für         | Resultat |
| ---- | -------------------------------------- | ----------- | -------- |
| 2022 | Best International Breakthrough Artist | KennyHoopla | Gewonnen |

| Jahr | Kategorie                       | für         | Resultat  |
| ---- | ------------------------------- | ----------- | --------- |
| 2022 | Best International Breakthrough | KennyHoopla | Nominiert |